# Marchwiak z makiem
Marchwiak z makiem – tradycyjny wyrób pochodzący z północno-wschodniej części Lubelszczyzny, słodki pieróg z nadzieniem marchwiowo-makowym. W Kąkolewnicy i jej okolicach był dawniej tradycyjną potrawą przygotowywaną z okazji dnia Wszystkich Świętych. Częstowano wtedy nim ubogich gromadzących się przy cmentarzach i kościołach.
Marchwiak wygląda podobnie jak zwinięta w rulon rolada. Ma kształt walca, w przekroju poprzecznym spiralny układ warstw ciasta i nadzienia. Długość gotowego wyrobu wynosi około 30 cm (w zależności od wielkości blachy piecowej), natomiast średnica zewnętrzna około 10 cm. Po upieczeniu ma na zewnątrz barwę pociemniałego złota, wewnątrz barwę na przemian kremową i pomarańczową, a w marchwiowym nadzieniu widoczne są ziarenka maku. Smak tych tradycyjnych wypieków jest lekko słodki, charakteryzujący się intensywnym zapachem marchwi.
Dawniej ciasto na marchwiak z makiem wyrabiano z mąki pszennej, mleka, jaj, cukru, smalcu oraz soli. Nadzienie przygotowywano z marchwi surowej, maku wyłuskanego z makówek oraz cukru. Do wypieku używano pieców chlebowych. W przeciągu lat receptura uległa niewielkim zmianom: dodawano więcej żółtek, a mniej całych jajek (czasem nawet z jajek rezygnuje się całkowicie), w miejsce tłuszczów wprowadzano masło, margarynę lub śmietanę, zaczęto dodawać aromaty do ciast. Współcześnie przed wstawieniem do piekarnika pieróg zawijany jest luźno w papier do pieczenia.
Marchwiaki z makiem zostały wpisane 21 listopada 2005 na Listę produktów tradycyjnych polskiego Ministerstwa Rolnictwa i Rozwoju Wsi.